# Fondaction
Fondaction est un fonds de travailleurs québécois indépendant qui vise par ses investissements provenant de l'épargne-retraite de ses actionnaires à contribuer au développement durable. À la suite du semestre terminé le 30 novembre 2024, il gérait un actif de 3,99 milliards de dollars et comptait plus de 222 000 actionnaires au sein de la population québécoise. Fondaction investit directement ou par l'intermédiaire de fonds spécialisés dans plus de 1 000 PME québécoises.

## Historique
Le 22 juin 1995, l'Assemblée nationale du Québec adopte la Loi constituant Fondaction, un fonds de travailleurs indépendant qui offre aux Québécois d'épargner pour leur retraite en bénéficiant des avantages fiscaux du REER et de crédits d'impôt. Ses produits sont accessibles à l'ensemble de la population québécoise. Ils sont notamment popularisés par les « responsables Fondaction », des militants de la Confédération des syndicats nationaux (CSN) formés par Fondaction qui fournissent de l'information en milieu de travail.
Le 24 janvier 1996, les activités de Fondaction sont officiellement lancées. En 1997, Fondaction élabore sa politique d'investissement en entreprise dans une perspective de développement durable. En 1998, le fonds fait son entrée sur les marchés financiers. En 2000, il crée Filaction, un fonds partenaire consacré à l'économie sociale. Dans son plan économique du budget 2018-2019, le gouvernement du Québec a reconnu le « rôle structurant [de Fondaction] dans le développement d'une économie plus verte » et son « expertise considérable dans la réalisation d'investissements à retombées sociétales positives, en conjuguant les dimensions sociales, territoriales, environnementales et économiques dans ses actions ».
« Léopold Beaulieu, trésorier de la CSN, aura été « la bougie d'allumage » qui a mené à la création de Bâtirente, de Fondaction et de tous les autres outils collectifs mis en place par la CSN” » dira Monique Simard, vice-présidente de la CSN de 1983 à 1991, lors d'une entrevue en 2014.

### Phase préliminaire de gestation
Selon le sociologue et professeur émérite Benoît Lévesque, l'évolution de Fondaction correspond entre 1995 et 2015 à trois grandes phases qui furent elles-mêmes précédées d'« une longue phase de gestation». À l'époque, le concept de fonds de travailleurs pouvait paraître en rupture avec la tradition de la CSN, avec son syndicalisme de combat, puisque les investissements allaient pouvoir se faire dans des PME parfois non-syndiquées. Cette question du positionnement donna lieu à une profonde réflexion tout au long de cette période d'incubation.
Cette phase préliminaire de gestation découle d'un contexte où, dans les années 1982 et 1983,  « [l]es taux d'intérêt s'élèvent alors jusqu'à 18 % et le chômage à 14 %, et la plupart des petites et moyennes entreprises (PME) sont en difficulté». « L'urgence de l'emploi combinée à l'enjeu de la démocratisation économique ouvre de nouvelles perspectives pour les coopératives de travail.» Lorsque le gouvernement améliore les conditions d'émergence de ces types de coopératives, notamment en créant le Régime d'investissement coopératif (RIC) et en réduisant de 12 à 3 le nombre requis de membres pour constituer une coopérative de travail, la CSN s'engage à soutenir leur développement.
« C'est donc afin de pouvoir contrôler l'épargne-retraite à la place du patronat ; de favoriser la naissance de coops de travail et de se donner des outils collectifs d'intervention économiqueque la CSN tient en 1985 un congrès spécial d'orientation dont le thème est « Avec le monde ». Dans ce congrès, « un consensus se dégage à la CSN à partir de nouvelles sources d'inspiration, soit investir dans : la coopération ; la gestion participative et le développement durable».
Le refus des libéraux portés au pouvoir à Québec en décembre 1985 d'autoriser un fonds de travailleur CSN est un autre facteur, extérieur celui-là, qui a participé à cette période d'incubation. Le premier réflexe de ce gouvernement, qui avait créé le Fonds de solidarité FTQ en 1983, était alors « d'inviter la CSN à s'entendre avec la FTQ ».

### Création (1995)
C'est le 22 juin 1995 que l'Assemblée nationale adopte la Loi constituant Fondaction, le Fonds de développement de la CSN pour la coopération et l'emploi. C'est son fondateur Léopold Beaulieu qui assure la présidence et la direction générale de Fondaction. Fondaction conclut alors des partenariats avec plusieurs organismes, dont la Fédération des caisses d'économie Desjardins du Québec, la Caisse d'économie solidaire Desjardins, SSQ Vie, Bâtirente, Addenda Capital, MCE Conseils et Morency Société d'avocats.

### Démarrage des activités (1996-2000)
Le 24 janvier 1996, les activités de Fondaction sont officiellement lancées. La CSN contribue au démarrage en adoptant un budget de 663 645 $ pour couvrir les frais d'exploitation.
Un réseau de 300 militants de la CSN, appelés « responsables Fondaction » (RF), bénévoles mène à bien la première campagne REER du fonds qui dure 5 semaines. Elle rallie 4 805 actionnaires pour un montant global de souscription de 7,6 millions de dollars.
« Ce n'est qu'en novembre 1997, soit presque deux ans après le début du prédémarrage, que le ministre d'État, de l'Économie et des Finances et ministre de l'Industrie, du Commerce, de la science et de la Technologie [Bernard Landry] accorde une subvention de démarrage de 300 000 $ et un prêt sans intérêt de 10 millions de dollars », selon une note tirée du rapport annuel 1998-1999 de l'organisation.
En 1997, Fondaction élabore sa politique d'investissement, incluant notamment un diagnostic socioéconomique de l'entreprise, une participation de l'employeur à l'épargne-retraite offerte par Fondaction et une forme d'accès au capital-actions de l'entreprise pour les travailleurs désirant former une coopérative de travailleurs actionnaires lorsque les statuts de l'entreprise le permettent.
Comme le rapporte Benoît Lévesque, « la structure de l'investissement a été mise en place à partir de 1998 [et] elle repose sur les trois composantes suivantes : l'investissement direct en entreprise, l'investissement dans des fonds partenaires et fonds spécialisés et l'investissement dans un portefeuille d'EQPC,».
En 1999, Fondaction met sur pied le Fonds de formation professionnellechargé d'effectuer les diagnostics socio-économiques et de dispenser la formation économique dans les entreprises du portefeuille d'investissement.

### Développement des activités (2000-2010)
Comme le souligne Benoît Lévesque, « Fondaction connaîtra une période de dix ans de croissance continue, mais ses rendements seront affectés par des événements qui ne pouvaient être anticipés par sa direction, tels les attentats du 11 septembre 2001 et la crise financière de 2008-2009 ».
Du 31 mai 2001 au 31 mai 2010, l'actif net de Fondaction est multiplié par 4,2 pour atteindre 699,4 millions de dollars. Il s'agit pour la décade d'une croissance moyenne annuelle de 32 %. Le nombre d'actionnaires, lui, est multiplié par 2,8 pour atteindre 99 672 actionnaires, en hausse de 19 % en moyenne par année.
Les emplois créés par les investissements à impact économique québécois grimpent également : de 4 135 emplois créés ou maintenus dans le premier exercice de calcul d'impact à 13 558 emplois en 2009, la croissance annuelle moyenne atteint 25 %. En incluant les fonds partenaires et spécialisés, ce sont 18 646 emplois qui ont été créés et maintenus en 2010.
Le nombre de salariés de Fondaction a également augmenté durant cette période, passant d'une trentaine en 2001 à 81 en 2010.
Malgré « un rendement composé annuel pour cette période de -2,92 % », le rendement est positif pour l'actionnaire, car « les crédits d'impôt bonifient le rendement de son placement (…). Ainsi le rendement composé annuel de l'actionnaire est de 10,97 pour cinq ans et de 4,03 % pour dix ans ».
Ces résultats mitigés sur le plan du rendement inciteront néanmoins Fondaction à se rajuster à l'aide de certaines mesures correctives, comme la réduction des frais de gestion et une nouvelle politique d'investissement insistant sur le développement durable.

### Croissance modérée et stabilité des rendements (2011-2016)
Dans la première moitié de la décennie 2010, Fondaction connaît une croissance plus modérée. Cette croissance plus lente tient d'une part à la conjoncture économique du Québec qui se relève de la grande Récession de 2008 et d'autre part à une « dynamique de croissance [qui] peut être observée dans la plupart des entreprises ayant réussi leur démarrage ». Son actif passe de 877,6 millions de dollars au 31 mai 2011 à 1,49 milliard de dollars au 31 mai 2016, ce qui correspond à une progression de 11 % en moyenne par année au lieu de 32 % lors de la phase qui précède.
Son nombre d'actionnaires évoluera lui de 3,7 % en moyenne par année, comparativement à 18,7 % lors de la période précédente. Cela dit, ses rendements sont de 5,7 points supérieurs à ceux de la phase qui précède, ce qui se traduit par une moyenne annuelle de 2,8 % de rendement à l'actionnaire avant crédits d'impôt pour ces six années. Le rapport annuel de 2016 de Fondaction indique qu'en incluant les crédits d'impôt, le rendement sur une période de dix ans au 31 mai 2016 était de 10,24 % alors qu'il était de 4,03 % sur 10 ans en 2010.
En 2011, Fondaction prend l'initiative de la mise sur pied de la Coop Carbone qui donne accès aux entreprises québécoises au marché du carbone et qui favorise également l'essor des technologies propres. Fondaction inclut en outre une clause dans ses documents juridiques incitant les entreprises à adhérer au Pacte mondial.
Lorsque le crédit d'impôt fédéral sur les contributions aux fonds de travailleurs a été aboli par le gouvernement conservateur de Stephen Harper dans le budget fédéral de 2013, Fondaction et les autres fonds fiscalisés ont obtenu le soutien de tous les grands acteurs économiques au Québec dont la première ministre du Québec, Pauline Marois déclare que l'abolition du crédit d'impôt fédéral pour les fonds de travailleurs constitue « une attaque frontale contre le Québec ». « Le président de la CCMM, Michel Leblanc, a pour sa part dit craindre que la mesure ait un impact beaucoup plus rapide que ce que le gouvernement Harper semble croire. Aussitôt que les fonds de travailleurs douteront de leur capacité d'attirer autant d'épargne qu'auparavant, ils perdront un peu de leur précieuse qualité d'investisseurs patients». Radio-Canada parle alors d'une « levée de boucliers » et d'un « tollé à l'Assemblée nationale », citant la ministre de l'Emploi et de la Solidarité sociale, Agnès Maltais : « C'est une attaque directe à la structure de l'économie québécoise ». Le nombre de réactions témoigne de la grande légitimité des deux fonds de travailleurs et constitue une reconnaissance pour Fondaction, ce que la restauration des crédits d'impôt par le gouvernement libéral subséquent, dès son premier budget en 2016-2017, atteste.
En 2014, pour son 5e rapport de développement durable, Fondaction choisit l'option de conformité la plus haute (critères exhaustifs) de la Global Reporting Initiative (GRI) et devient la première institution en Amérique du Nord (9e au monde) à s'imposer les exigences de cette triple reddition de comptes (sociale, économique et environnementale).
En 2015, le démarrage du Fonds Biomasse Énergie, créé à l'initiative de Fondaction et de la Fédération québécoise des coopératives forestières, avec la collaboration d'Investissement Québec, s'ajoute à la Coop Carbone dans la filière des technologies propres.

## Structure

### Conseil d'administration
Les activités de Fondaction sont encadrées par un conseil d'administration composé de 15 membres, dont cinq sont nommés par le comité exécutif de la CSN. Par tradition (ce n'est pas une obligation), la personne qui est à la présidence de la CSN tient aussi ce rôle au sein du CA de Fondaction. Le CA n'intervient pas dans les opérations quotidiennes de Fondaction.

#### Présidents du conseil d'administration
Historiquement, la présidence du CA a été assumée par[réf. souhaitée]: 
- Gérald Larose (1995-1999) ;
- Marc Laviolette (1999-2002) ;
- Claudette Carbonneau (2002-2011) ;
- Louis Roy (2011-2012) ;
- Jacques Létourneau (2012-2021) ;
- Caroline Senneville (2021 à ce jour).

## Interventions et performance

### Finance durable
Les interventions de Fondaction sont basées sur les trois piliers du développement durable : l'économie, le social et l'environnement. Inspiré de la description qui en est faite dans le rapport Brundtland, le développement durable est, selon la Loi sur le développement durable du Québec votée en 2006, le fait d'«un développement qui répond aux besoins du présent sans compromettre la capacité des générations futures à répondre aux leurs. Le développement durable s'appuie sur une vision à long terme qui prend en compte le caractère indissociable des dimensions environnementale, sociale et économique des activités de développement».
« C'est d'ailleurs à l'initiative de Fondaction que fut réalisé en 2006 le premier portrait de la finance socialement responsable (FSR) au Québec». Cela permet à Fondaction d'« intégrer les critères de la Responsabilité sociale des entreprises (RSE) au secteur financier».
Depuis 2006, le Fonds produit sur une base bisannuelle un rapport de développement durable. La première parution est faite à l'occasion des dix ans de Fondaction. L'ouvrage est inspiré des lignes directrices de la Global Reporting Initiative (GRI), organisme de référence mondial, et est illustré par l'artiste Frédéric Back. Depuis, chaque édition répond aux exigences de la GRI.

#### Engagements externes en finance durable
- Carbon Disclosure Project ; signataire en 2007
- Comité de mise en œuvre du Plan Montréal durable ; partenaire depuis 2007
- Global Reporting Initiative (GRI) ; Organizational Stakeholder (OS), 2007-2022
- Pacte mondial ; signataire en 2007
- Principes pour l'investissement responsable (PRI) ; partenaire depuis 2011
- Standards Board for Alternative Investments (SBAI); partenaire depuis 2013
- Global Impact Investing network (GIIN) ; membre depuis 2018
- Finance for Biodiversity Pledge
- Natural Capital Investment Alliance

### Lutte contre les changements climatiques
La firme Oxia Initiative a évalué que les principaux projets de lutte contre les changements climatiques dans lesquels Fondaction a investi ont permis d'éviter l'émission de plus de 935 000 tonnes équivalent CO2 dans l'atmosphère du 1er juin 2018 au 31 mai 2019.
Entre 2015 et 2018, Fondaction a réduit de 51 % l'empreinte carbone de ses placements sur les marchés boursiers à l'aide d'un indice boursier, l'indice MSCI ex-fossile, ex-charbon mis en place par la firme de services financiers MSCI à la demande de Fondaction. Cet indice exclut les titres d'entreprises détenant des réserves d'énergie fossile (gaz, pétrole et charbon). Chaque année, 100 % des émissions de GES de Fondaction sont compensées par l'achat de crédits carbone.